# Episodi di Baskets (prima stagione)
La prima stagione della serie televisiva Baskets, composta da dieci episodi, è stata trasmessa sul canale statunitense FX dal 21 gennaio al 24 marzo 2016.
In Italia la serie è inedita.
| nº | Titolo originale      | Titolo italiano | Prima TV USA     | Prima TV Italia |
| -- | --------------------- | --------------- | ---------------- | --------------- |
| 1  | Renoir                |                 | 21 gennaio 2016  |                 |
| 2  | Trainee               |                 | 28 gennaio 2016  |                 |
| 3  | Strays                |                 | 4 febbraio 2016  |                 |
| 4  | Easter in Bakersfield |                 | 11 febbraio 2016 |                 |
| 5  | Uncle Dad             |                 | 18 febbraio 2016 |                 |
| 6  | DJ Twins              |                 | 25 febbraio 2016 |                 |
| 7  | Cowboys               |                 | 3 marzo 2016     |                 |
| 8  | Sugar Pie             |                 | 10 marzo 2016    |                 |
| 9  | Picnic                |                 | 17 marzo 2016    |                 |
| 10 | Family Portrait       |                 | 24 marzo 2016    |                 |